# Kirchspiel Garding
Kirchspiel Garding (svarende til dansk: Garding Landsogn) er en landsby og kommune i det nordlige Tyskland under Kreis Nordfriesland i delstaten Slesvig-Holsten. Sognet ligger på halvøen Ejdersted i det sydvestlige Sydslesvig omkring byen Garding.
Kommunen samarbejder på administrativt plan med andre kommuner i Ejdersted kommunefællesskab (Amt Eiderstedt).